# 二十四万石賞
二十四万石賞（にじゅうよんまんごくしょう）は高知県競馬組合が高知競馬場のダート1900mで施行している競馬の競走である。正式名称は「株式会社高知広告センター協賛 二十四万石賞」。競走名は江戸時代の土佐藩の石高「二十四万石」に由来する。

## 概要
1985年創設。距離は1997年と1998年に2100mで施行されたほかは1900mで行われている。
2010年と2011年は中国・四国・近畿交流、2012年は中国・四国交流として施行された。

### 条件・賞金（2022年）
出走資格
サラブレッド系4歳以上、高知所属。
負担重量
定量。57kg、牝馬2kg減。
賞金額
1着1000万円、2着350万円、3着200万円、4着150万円、5着100万円、6着以下50万円。

## 歴代優勝馬
| 回数   | 施行日        | 優勝馬             | 性齢 | 所属 | タイム | 優勝騎手 | 管理調教師 | 馬主                  |
| ------ | ------------- | ------------------ | ---- | ---- | ------ | -------- | ---------- | --------------------- |
| 第1回  | 1985年4月22日 | トウショウハイネス | 牡9  | 高知 | 2:03.2 | 細川忠義 | 岡部輝雄   | 山崎君                |
| 第2回  | 1986年4月20日 | トウショウハイネス | 牡10 | 高知 | 2:07.2 | 細川忠義 | 岡部輝雄   | 山崎君                |
| 第3回  | 1987年4月5日  | ヒシノレビン       | 牡9  | 高知 | 2:07.0 | 打越初男 | 打越慶男   | 宮田靜喜              |
| 第4回  | 1988年4月3日  | ブルラミー         | 牡10 | 高知 | 2:05.3 | 西川敏弘 | 川嶋順助   | 堀孝子                |
| 第5回  | 1989年4月2日  | ゲンカイラッキー   | 牡8  | 高知 | 2:04.6 | 細川忠義 | 梶原榮太郎 | 河崎三代子            |
| 第6回  | 1990年4月22日 | ウラカワオーカン   | 牡9  | 高知 | 2:04.6 | 川野勇馬 | 谷力       | 上岡和男              |
| 第7回  | 1991年4月21日 | キングアーサー     | 牡8  | 高知 | 2:05.9 | 徳留康豊 | 松木啓助   | 岡林鐵山              |
| 第8回  | 1992年4月5日  | イシノサコン       | 牡8  | 高知 | 2:06.9 | 北野真弘 | 松岡利男   | 成松政高              |
| 第9回  | 1993年4月25日 | ハギノミリオネール | 牡8  | 高知 | 2:05.7 | 北野真弘 | 谷力       | 岡林英雄              |
| 第10回 | 1994年4月3日  | サクラアラシオー   | 牡9  | 高知 | 2:04.8 | 鷹野宏史 | 山岡恒一   | 北村陽                |
| 第11回 | 1995年4月23日 | タケデンファイター | 牡10 | 高知 | 2:02.5 | 今村賢治 | 能勢巌     | 松崎堯                |
| 第12回 | 1996年4月21日 | ノルディクダンサー | 牡6  | 高知 | 2:06.8 | 北野真弘 | 宗石大     | 狩野律子              |
| 第13回 | 1997年4月6日  | ラガーチャンピオン | 牡8  | 高知 | 2:17.3 | 北野真弘 | 松岡利男   | 門田俊二              |
| 第14回 | 1998年4月19日 | マルカイッキュウ   | 牡8  | 高知 | 2:19.6 | 鷹野宏史 | 松岡利男   | 門田俊二              |
| 第15回 | 1999年4月4日  | メイショウタイカン | 牡9  | 高知 | 2:04.9 | 中西達也 | 濱田隆憲   | 大束賢次              |
| 第16回 | 2000年4月16日 | メイショウタイカン | 牡10 | 高知 | 2:05.0 | 中西達也 | 濱田隆憲   | 大束賢次              |
| 第17回 | 2001年4月15日 | ウォーターダグ     | 牡6  | 高知 | 2:07.8 | 西川敏弘 | 大関吉明   | 山岡良一              |
| 第18回 | 2002年4月7日  | ジョイフライト     | 牡5  | 高知 | 2:03.5 | 中西達也 | 雑賀秀介   | 西川眞澄              |
| 第19回 | 2003年4月13日 | ウォーターダグ     | 牡8  | 高知 | 2:04.5 | 西川敏弘 | 大関吉明   | 山岡良一              |
| 第20回 | 2004年4月18日 | アサヒミネルバ     | 牡7  | 高知 | 2:09.6 | 中西達也 | 大関吉明   | 上野高徳              |
| 第21回 | 2005年4月3日  | ストロングボス     | 牡7  | 高知 | 2:10.7 | 宮川実   | 打越初男   | 古味裕章              |
| 第22回 | 2006年4月2日  | ニッタレヴュー     | 牡8  | 高知 | 2:07.9 | 明神繁正 | 雑賀秀介   | 岡林鐵山              |
| 第23回 | 2007年4月8日  | ストロングボス     | 牡9  | 高知 | 2:09.5 | 宮川実   | 打越初男   | 古味裕章              |
| 第24回 | 2008年4月20日 | ケイエスゴーウェイ | 牡5  | 高知 | 2:10.2 | 赤岡修次 | 雑賀正光   | 高田喜嘉              |
| 第25回 | 2009年4月5日  | セトノヒット       | 牡8  | 高知 | 2:09.8 | 中西達也 | 松木啓助   | 難波經雄              |
| 第26回 | 2010年4月9日  | フサイチバルドル   | 騸9  | 高知 | 2:07.5 | 赤岡修次 | 田中守     | 組）KSDドリーム       |
| 第27回 | 2011年4月9日  | アプローチアゲン   | 牡7  | 高知 | 2:06.0 | 岡田祥嗣 | 雑賀正光   | 松本和男              |
| 第28回 | 2012年4月8日  | タンゴノセック     | 牡8  | 高知 | 2:08.4 | 赤岡修次 | 田中守     | 古賀慎一              |
| 第29回 | 2013年4月14日 | グランシュヴァリエ | 牡8  | 高知 | 2:08.4 | 永森大智 | 雑賀正光   | 宮崎忠比古            |
| 第30回 | 2014年4月13日 | オオミカミ         | 牡5  | 高知 | 2:03.6 | 宮川実   | 打越勇児   | 松本桂昌              |
| 第31回 | 2015年4月12日 | マウンテンダイヤ   | 牡7  | 高知 | 2:05.3 | 岡村卓弥 | 炭田健二   | 吉田泰男              |
| 第32回 | 2016年4月10日 | メイショウツチヤマ | 牡9  | 高知 | 2:04.9 | 赤岡修次 | 松木啓助   | 中山純子              |
| 第33回 | 2017年4月16日 | セトノプロミス     | 牡7  | 高知 | 2:04.9 | 西川敏弘 | 松木啓助   | 難波澄子              |
| 第34回 | 2018年4月15日 | イッツガナハプン   | 牡9  | 高知 | 2:04.8 | 赤岡修次 | 田中守     | 田中良輝              |
| 第35回 | 2019年4月21日 | エイシンファイヤー | 牡7  | 高知 | 2:08.3 | 山崎雅由 | 松木啓助   | 中山純子              |
| 第36回 | 2020年4月19日 | ウォーターマーズ   | 騸6  | 高知 | 2:04.7 | 西川敏弘 | 大関吉明   | 山岡良一              |
| 第37回 | 2021年4月18日 | スペルマロン       | 騸7  | 高知 | 2:05.7 | 倉兼育康 | 別府真司   | 西森功                |
| 第38回 | 2022年4月17日 | ララメダイユドール | 牡8  | 高知 | 2:04.8 | 宮川実   | 打越勇児   | 藤井亮輔              |
| 第39回 | 2023年4月16日 | ガルボマンボ       | 牡4  | 高知 | 2:04.7 | 林謙佑   | 細川忠義   | 神岡賢太郎            |
| 第40回 | 2024年4月14日 | ユメノホノオ       | 牡4  | 高知 | 2:05.3 | 吉原寛人 | 田中守     | 須田靖之              |
| 第41回 | 2025年4月13日 | プリフロオールイン | 牡4  | 高知 | 2:02.8 | 永森大智 | 打越勇児   | (株) グリーンファーム |

### 各回競走結果の出典
- 二十四万石賞　歴代優勝馬 - 地方競馬全国協会
- 1985年 - 『優駿』1985年7月号、日本中央競馬会、167頁
- 1986年 - 
  - JBISサーチ
    - 1986年，1987年，1988年，1989年，1990年，1991年，1992年，1993年，1994年，1995年，1996年，1997年，1998年，1999年，2000年，2001年，2002年，2003年，2004年，2005年，2006年，2007年，2008年，2009年，2010年，2011年，2012年，2013年，2014年，2015年，2016年，2017年，2018年，2019年，2020年，2021年，2022年，2023年，2024年，2025年